# 아르간수엘라
아르간수엘라(스페인어: Arganzuela)는 스페인 마드리드의 행정구 중 하나이다.

## 지역

아르간수엘라

아르간수엘라는 7개의 다음과 같은 지구가 있다.
- 아토차
- 임페리알
- 라초페라
- 라스아카시아스
- 라스델리시아스
- 레가즈피
- 팔로스데모구에르

## 같이 보기
- 마드리드 아토차역